# Fristenbriefkasten

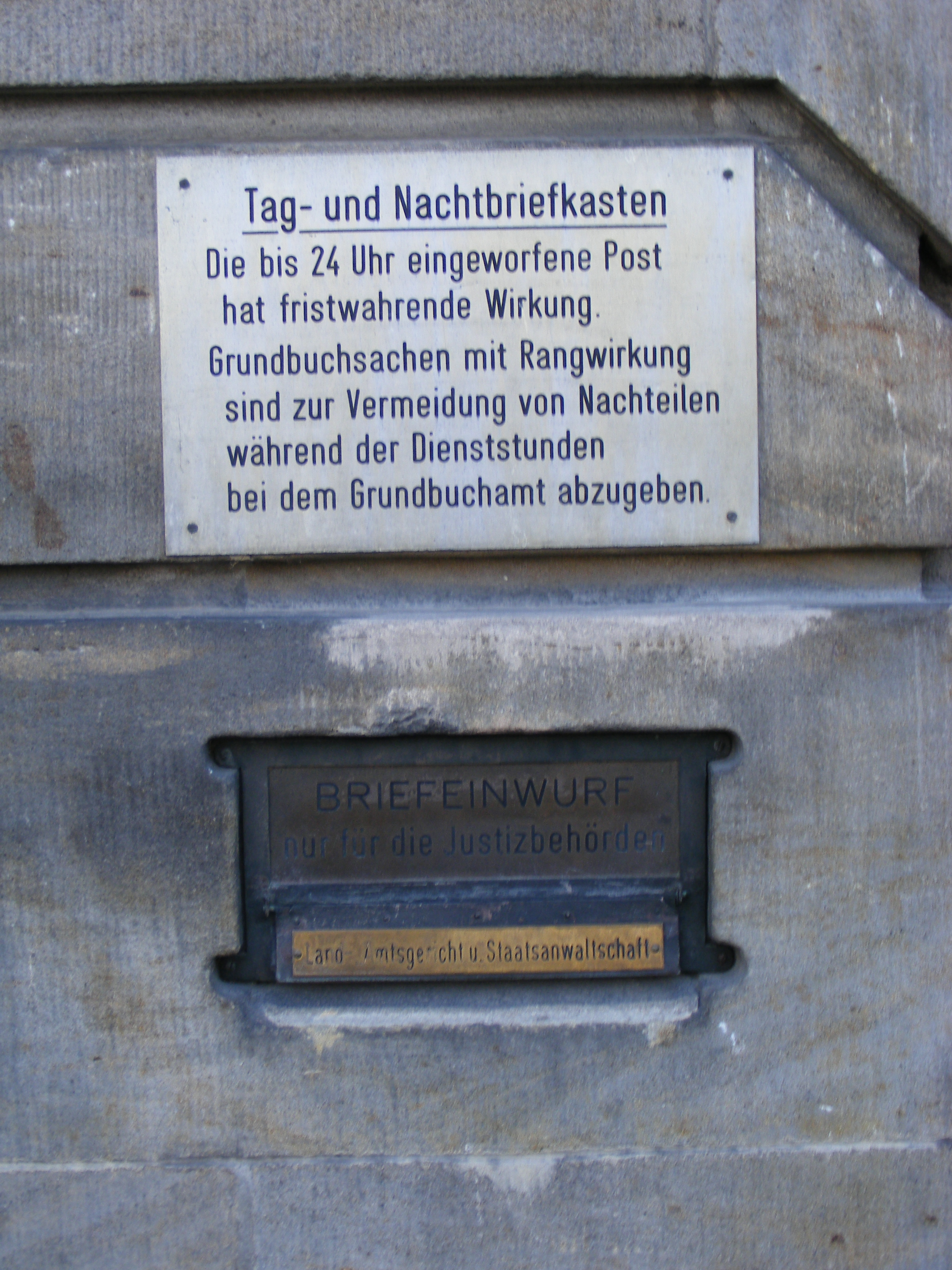
Text: Briefeinwurf nur für die Justizbehörden (Land-, Amtsgericht und Staatsanwaltschaft) Tag- und Nachtbriefkasten: Die bis 24 Uhr eingeworfene Post hat fristwahrende Wirkung. Grundbuchsachen mit Rangwirkung sind zur Vermeidung von Nachteilen während der Dienststunden bei dem Grundbuchamt abzugeben.

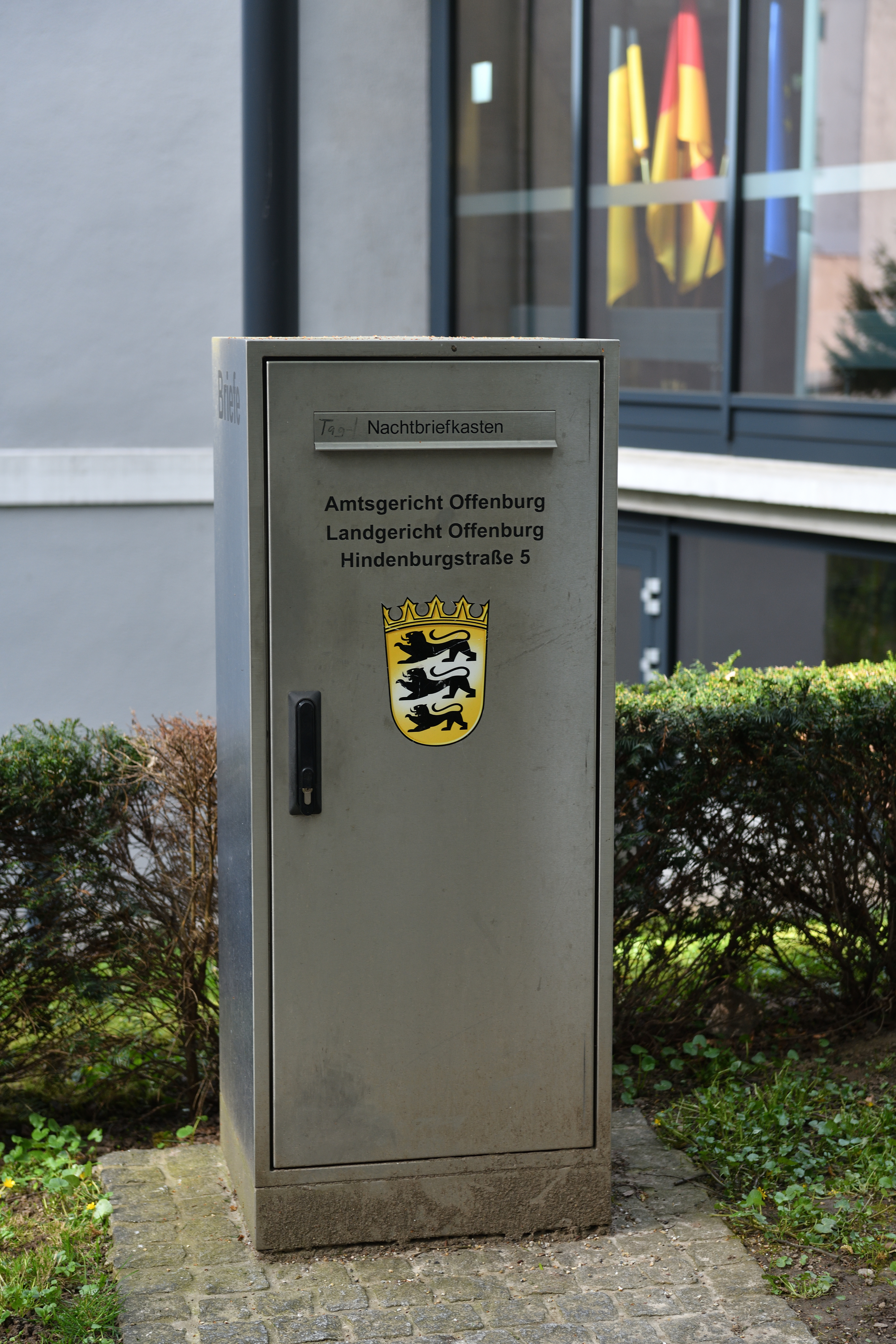
Nachtbriefkasten

Ein Fristenbriefkasten, auch Nachtbriefkasten genannt, ist ein spezieller Briefkasten, bei dem die eingeworfene Post ab Mitternacht von der vor Mitternacht eingeworfenen getrennt wird. Er wird bei Behörden und Gerichten eingesetzt, um bei Eingang von Schriftstücken prüfen zu können, ob gesetzliche oder gesetzte Fristen eingehalten wurden.
Diese Briefkästen sind zumeist mit dem Wort »Nachtbriefkasten«, mit dem Hinweis »Für fristwahrende Post« oder dergleichen beschriftet. Der einzige Briefkasten an einem Gericht ist normalerweise dieser Briefkasten. Für Außenstellen von Gerichten gilt dies nicht immer.

## Sinn
Der Nachtbriefkasten weist daher bei Fristen, an die Rechtsfolgen (rechtliche Wirkungen, zum Beispiel die Zulässigkeit oder Unzulässigkeit eines Rechtsmittels wie der Berufung oder der Revision in Zivilsachen) geknüpft sind, nach, ob der Eingang an einem bestimmten Tag erfolgte und damit rechtzeitig oder zu spät war. Da solche gerichtliche Fristen jeweils den Tag insgesamt umfassen – also nicht nur die Geschäftszeiten, wie etwa in der Regel bei Fristen anzunehmen ist, die sich Geschäftspartner untereinander setzen – enden sie auch erst um 24:00 Uhr. Das bedeutet: Jeder Schriftsatz, der bis 23:59 Uhr und 59 Sekunden eingeht, ist rechtzeitig eingegangen. Was hingegen ab 00:00 Uhr eingeht, ist verspätet.

## Funktionsweise
Ein Nachtbriefkasten funktioniert üblicherweise so, dass eine Klappe mit einer Uhr gekoppelt ist. Um genau 24 Uhr löst die Uhr einen Mechanismus aus, so dass eine Klappe auf die bis dahin eingegangene Post fällt. Damit ist morgens, wenn die Gerichtswachtmeister die Post entnehmen, exakt ersichtlich, welche Post – nämlich alles was unter der Klappe liegt – am Vortag eingegangen ist. Diese wird dann auch mit dem Eingangsstempel des Vortages versehen und so zu den Akten sortiert. Alles was oben auf der Klappe an Post liegt, ist dann offenbar nach 0 Uhr des neuen Tages eingegangen und bekommt den Eingangsstempel des aktuellen Tages.
Bei anderen Kästen ist im hinter dem Schlitz gelegenen Schacht eine unten mittig an einem Scharnier befestigte Trennwand eingebaut, die je nach Stellung (ähnlich wie eine Weiche) die Post entweder nach links oder rechts in einen separaten Behälter leitet. Auch hier sorgt eine Zeitschaltuhr für die entsprechende Umstellung um Mitternacht.